# Titánica

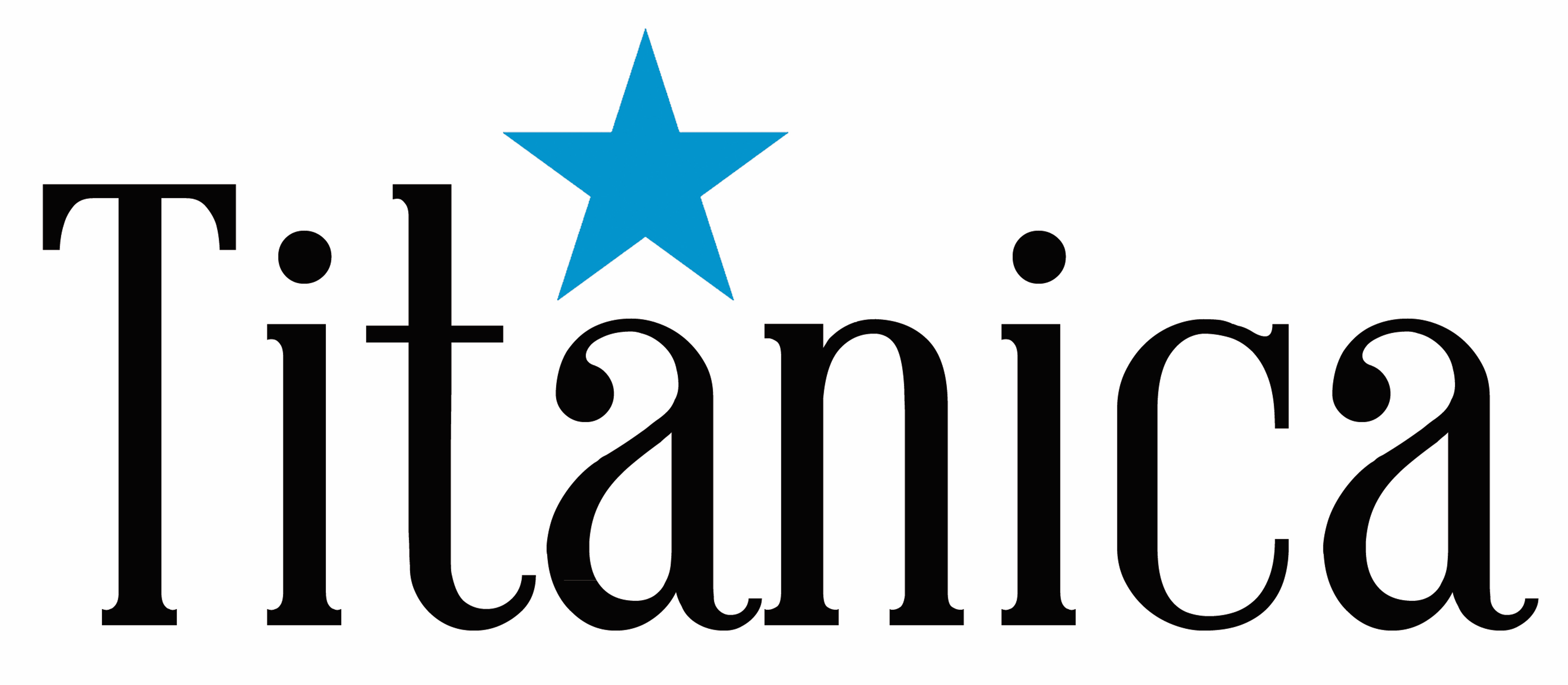
Logotipo de Titánica

Titánica es una editorial española fundada en Sevilla en septiembre de 2014 por el periodista, editor y escritor Fernando Martínez, enmarcada en la revista digital fm·revista de cultura (ISSN 2530-0253), fundada en octubre de 2017.
Se dedica a la difusión y publicación de libros gratuitos en formato electrónico. Bajo el lema Libros que nadie publica, la temática principal de los libros publicados es de carácter periodístico y divulgativo. Los títulos más conocidos son Manolete, álbum inédito, Vermeer o Guerra de Secesión: Crónicas, entre otros. 